# Йозеф Піндур
Йозеф Людвіг Піндур (нім. Josef Ludwig Pindur; 25 січня 1886, Бегаймкірхен — червень 1956, Відень) — австро-угорський, австрійський і німецький військовий медик, доктор ветеринарії, генерал-майор ветеринарної служби вермахту (1 вересня 1941). 

## Сім'я
Син поштового керівника жандармерії Леопольда Піндура і його дружини Марії, уродженої Бауер. Римо-католик.
3 лютого 1926 року одружився з Габріелою Шайтгауер. 22 січня 1948 року розлучилися. В 1948 році знову одружився.

## Нагороди
- Пам'ятний хрест 1912/13
- Золотий хрест «За цивільні заслуги» (Австро-Угорщина) з короною і мечами
- Бронзова медаль «За військові заслуги» (Австро-Угорщина) з мечами
- Орден Франца Йосифа, лицарський хрест з військовою відзнакою
- Пам'ятна військова медаль (Австрія) з мечами
- Орден Заслуг (Австрія), лицарський хрест з мечами
- Почесний хрест ветерана війни з мечами
- Медаль «За вислугу років у Вермахті» 4-го, 3-го, 2-го і 1-го класу (25 років)